# خاندان کورنلیا

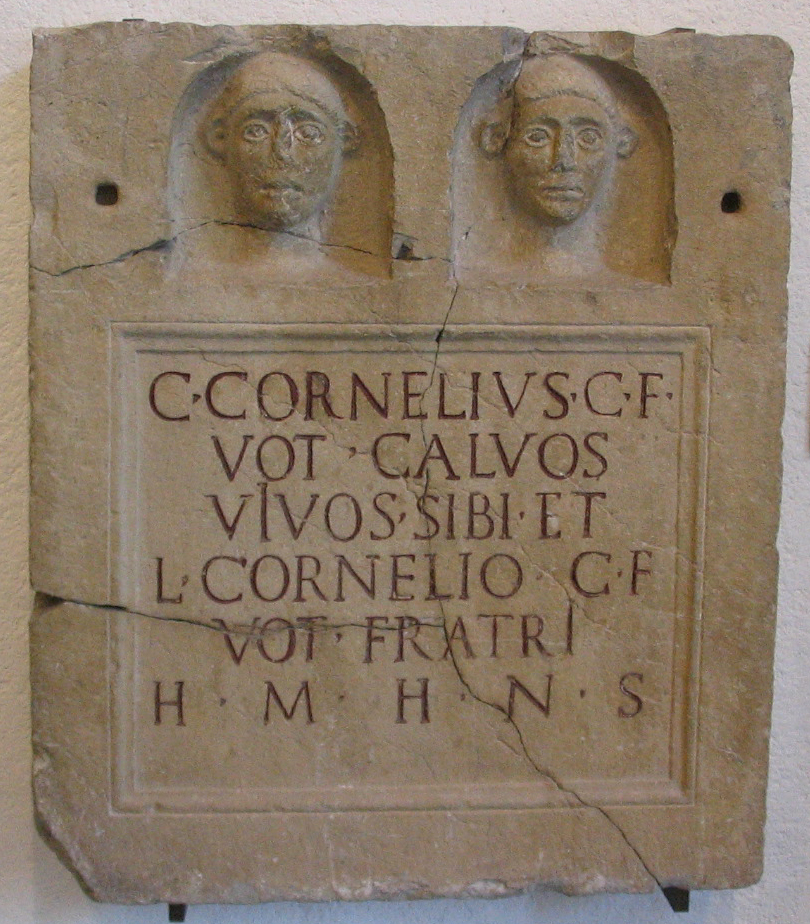
سنگ سنگی رومی باستانی از دو برادر جنس کورنلیا، در موزه باستان‌شناسی سابق برگامو. عکس از Giorces.

خاندان کورنلیا (انگلیسی: Cornelia gens) یکی از بزرگ‌ترین خاندان‌های پاتریسی‌ها در روم باستان بود برای بیش از هفتصد سال، از دهه‌های اولیه جمهوری روم تا قرن سوم پس از میلاد، کورنلی‌ها بیش از هر خاندان دیگری، دولتمردان و ژنرال‌های برجسته‌ای تولید کردند.